# Scuola delle Frattocchie
La Scuola delle Frattocchie (ufficialmente Istituto di studi comunisti) è stato l'istituto di formazione centrale del Partito Comunista Italiano. Fu fondata nell'ottobre del 1944 e trovò sede (dopo una brevissima permanenza a Roma) presso una villa donata al Partito a Frattocchie (frazione del comune di Marino, in provincia di Roma). Denominata inizialmente "Scuola centrale quadri Andrej Aleksandrovič Ždanov", mutò nome nel 1950 in "Istituto Togliatti"; nel 1955 divenne "Istituto di studi comunisti", e, dal gennaio 1973, "Istituto di studi comunisti Palmiro Togliatti".
"L'Istituto si inseriva nel sistema di formazione politica e ideologica a struttura piramidale previsto dal Partito che forniva – a diversi livelli – differenti 'tipi' di acculturazione". In particolare l'Istituto serviva alla formazione dei quadri e dirigenti centrali e federali. Furono direttori dell'Istituto  Armando Fedeli, Carlo Farini, Paolo Robotti, Luigi Amadesi, Mario Spinella, Enrico Berlinguer, Pietro Valenza, Gastone Gensini, Giuseppe Dama, Bruno Bertini, Luciano Gruppi, Corrado Morgia e Franco Ottaviano. Tra il 1955 e il 1956 pubblicò Scuola Comunista: periodico dell'Istituto di studi comunisti.  La scuola cessò le attività nel 1993.